# Gerichtsbezirk Bruneck
Der Gerichtsbezirk Bruneck, ursprünglich Brunecken, war ein dem Bezirksgericht Bruneck unterstehender Gerichtsbezirk in der Gefürsteten Grafschaft Tirol. Der Gerichtsbezirk umfasste Teile des Pustertals und gehörte zum Bezirk Bruneck. Nach dem Ersten Weltkrieg musste Österreich den gesamten Gerichtsbezirk an Italien abtreten.

## Geschichte
Der Gerichtsbezirk Bruneck wurde durch eine 1849 beschlossene Kundmachung der Landes-Gerichts-Einführungs-Kommission geschaffen und umfasste ursprünglich die 45 Gemeinden Aschbach, Aufhofen, Bruneck, Dietenheim, Ehrenburg, Ellen, Fassing, Greinwalden, Hofern, Hörschwang, Itzing, Kienberg, Kiens, Lothen und Kniepaß, Luns, Margen, Michaelsburger-Götzenberg, Monthal, Moos, Obervintl, Oberwielenbach, Onach, Percha, Pfalzen, Pflaurenz, Pichlern, Platten, Rasen, Reiperting, Reischach, Runggen, Saalen, Schnecker Getzenberg, Sonnenburg, St. Georgen, St. Lorenzen, St. Martin, St. Sigmund, Steegen, Stephansdorf, Terenten, Tesselberg, Unterwielenbach, Walchhorn und Wielenberg.
Der Gerichtsbezirk Bruneck bildete im Zuge der Trennung der politischen von der judikativen Verwaltung
ab 1868 gemeinsam mit den Gerichtsbezirken Welsberg, Enneberg und Taufers den Bezirk Brunecken (später Bruneck).
Der Gerichtsbezirk wies 1869 eine Bevölkerung von 10.925 Personen auf.
1910 wurden für den Gerichtsbezirk 12.086 Personen ausgewiesen, von denen 11.179 Deutsch (92,5 %) und  277 Italienisch oder Ladinisch (2,3 %) als Umgangssprache angaben.
Durch die Grenzbestimmungen des am 10. September 1919 abgeschlossenen Vertrages von Saint-Germain wurde der Gerichtsbezirk Bruneck zur Gänze Italien zugeschlagen.

## Gerichtssprengel
Der Gerichtssprengel umfasste 1910 die 22 Gemeinden Aufhofen, Bruneck, Dietenheim-Luns, Ehrenburg, Ellen, Getzenberg, Greinwalden, Hofern, Issing, Kiens, Monthal, Obervintl, Onach, Percha, Pfalzen, Pichlern, Reischach, St. Lorenzen, St. Sigmund, Terenten und Tesselberg.